# Grande-Rue (Nancy)
Pour les articles homonymes, voir Grande Rue.
La Grande-Rue, parfois dénommée Grand-Rue, est une voie historique de la Vieille ville de Nancy, au sein du département de Meurthe-et-Moselle, en région Lorraine.

## Situation et accès
La rue débute porte de la Craffe, elle est sinueuse et parcourt toute la Vieille ville d'une direction générale nord-sud jusqu'à la place Vaudémont. Elle longe le palais des Ducs de Lorraine et l'église des Cordeliers de Nancy, passe à proximité de la place Stanislas, en suivant également la place Saint-Epvre et la basilique Saint-Epvre.

## Origine du nom
Elle porte ce nom car c'était la rue la plus importante du vieux Nancy ducal.

## Historique
L'origine de la Grande-Rue remonte au début du XIVe siècle, quand le duc Ferri III transfère son château à cet endroit.
La Grande-Rue eut plusieurs noms : à partir de la rue des Maréchaux jusqu'à la petite Carrière, c'était la « rue de la Boudière » et « rue du Petit-Bourget ». On appela « rue du Chatel » la portion comprise entre la petite carrière et les Cordeliers, et le segment sur la place s'appelait « rue devant Saint-Georges ». Elle porta également les noms de « Grant-Rue », « rue de la Convention » en 1793 et « Grande-Rue » depuis 1814.

## Bâtiments remarquables et lieux de mémoire
- no 64, le Palais des Ducs de Lorraine, devenu Musée lorrain, édifice classé au titre des monuments historiques dès la liste de 1840[4].
- no 66, l'église des Cordeliers, renfermant les tombeaux des ducs de Lorraine, édifice classé au titre des monuments historiques dès la liste de 1840[5].
- À l'extrémité nord de la rue se trouve la porte de la Craffe, du XIVe siècle, classée monument historique depuis juillet 1886[6]. Elle est flanquée de deux pavillons XVIIIe siècle, tous les deux inscrits depuis 1945, l'un à l'est[7], l'autre à l'ouest[8].
- On y trouve également au
  - no 7 la maison Médard Chuppin[9],[10],[11],[12],[13],[14],[15]
  - no 11 l'hôtel de Rogéville
  - no 13 immeuble[16]
  - no 14 immeuble[17]
  - no 17 immeuble[18]
  - no 23 l'hôtel de Lignéville[19]
  - no 29 l'hôtel de Rennel[20],[21]
  - no 30 la maison de Georges Marquez[22] : emplacement où a été déposé le corps de Charles le Téméraire, mort en 1477 lors de bataille de Nancy. Une marque est visible sur le trottoir ici : 48° 41′ 43″ N, 6° 10′ 52,5″ E.
  - no 31 la maison des Vallées[23],[24],[25]
  - no 33 immeuble[26]
  - no 34 immeuble[27]
  - no 37 immeuble[28]
  - no 43 immeuble[29]
  - no 70 ici est née Virginie Mauvais comme le rappelle une plaque commémorative[30]
  - no 83 la maison au boulet[31],[32]
  - no 87 immeuble[33]
  - no 92 l'hôtel de Chastenoy[34]
  - no 117 ici est né le mathématicien Henri Poincaré (1854-1912). Une plaque commémorative est visible au-dessus de la pharmacie[35] située à l'angle de la rue de Guise
  - no 119 immeuble[36]
  - ainsi que de nombreux autres immeubles répertoriés aux monuments historiques sur Nancy
  - Joseph Prugnon (1745-1828) est mort dans une maison de la partie sud de la Grande-Rue où une plaque commémorative figure sur la façade.

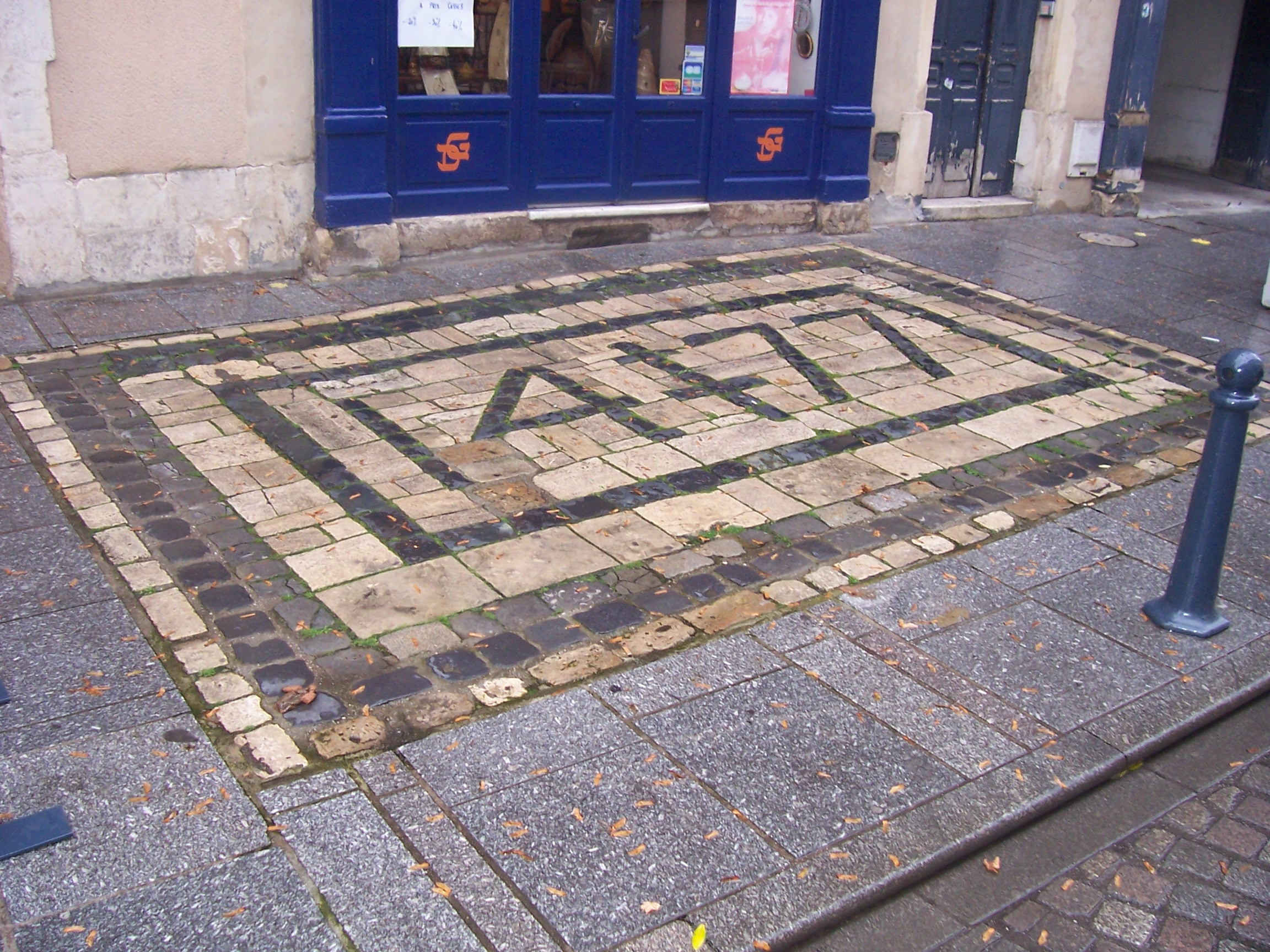
Année « 1477 » inscrite dans les pavés situés devant le n°30 de la Grande rue.
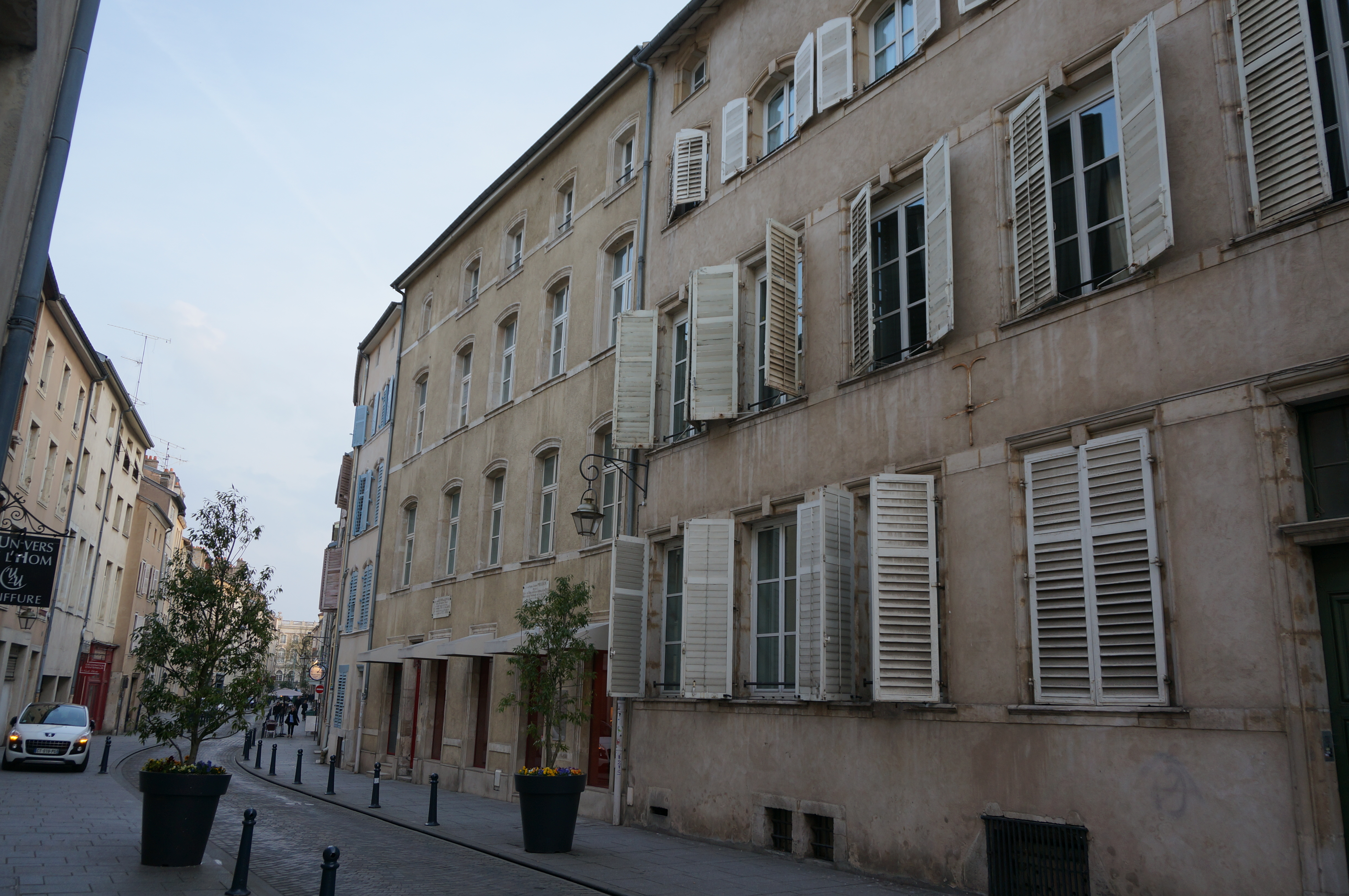
Devant le 43 vers la place Stanislas.
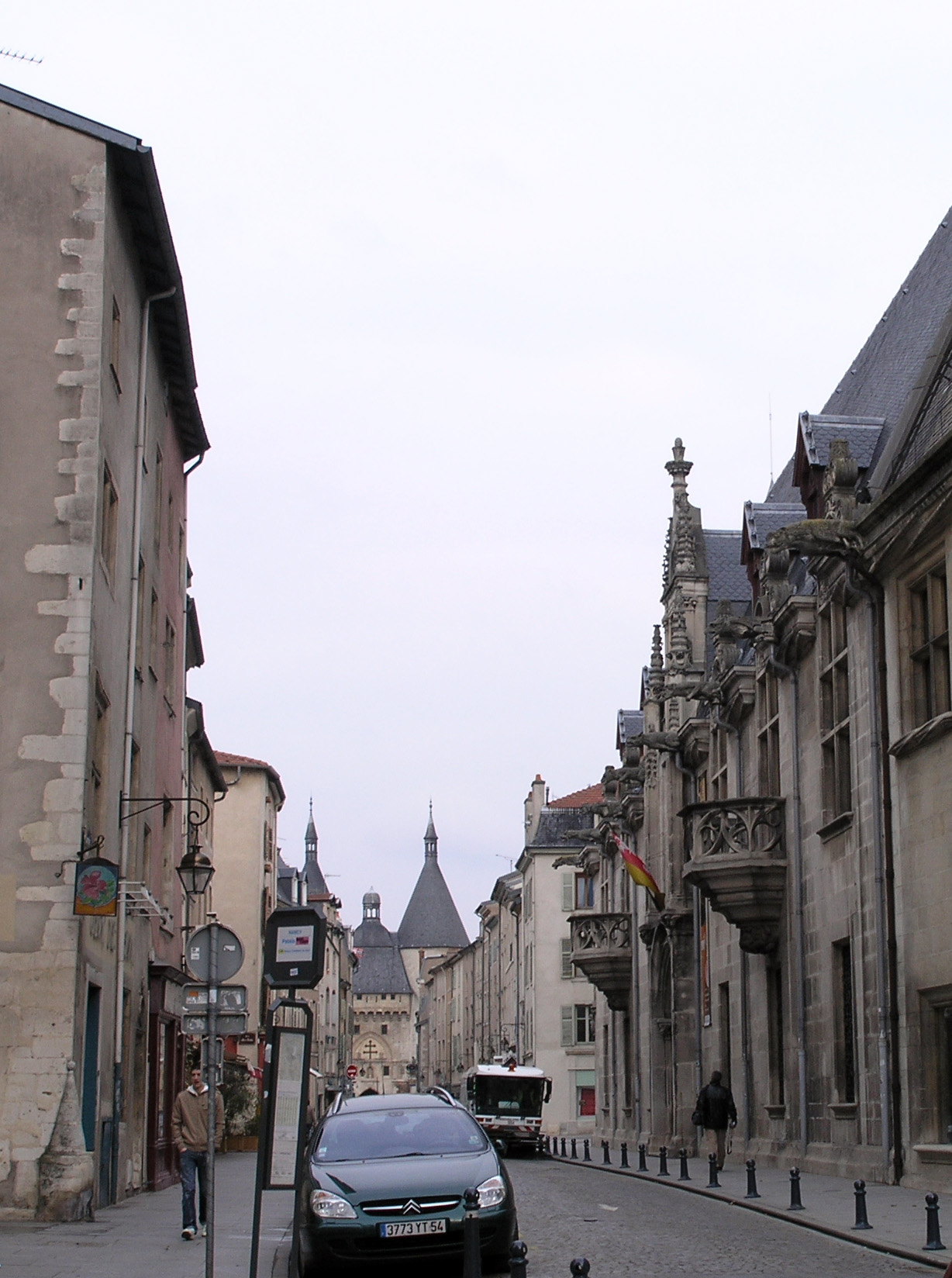
Depuis la place Saint-Epvre vers la Porte de la Craffe.
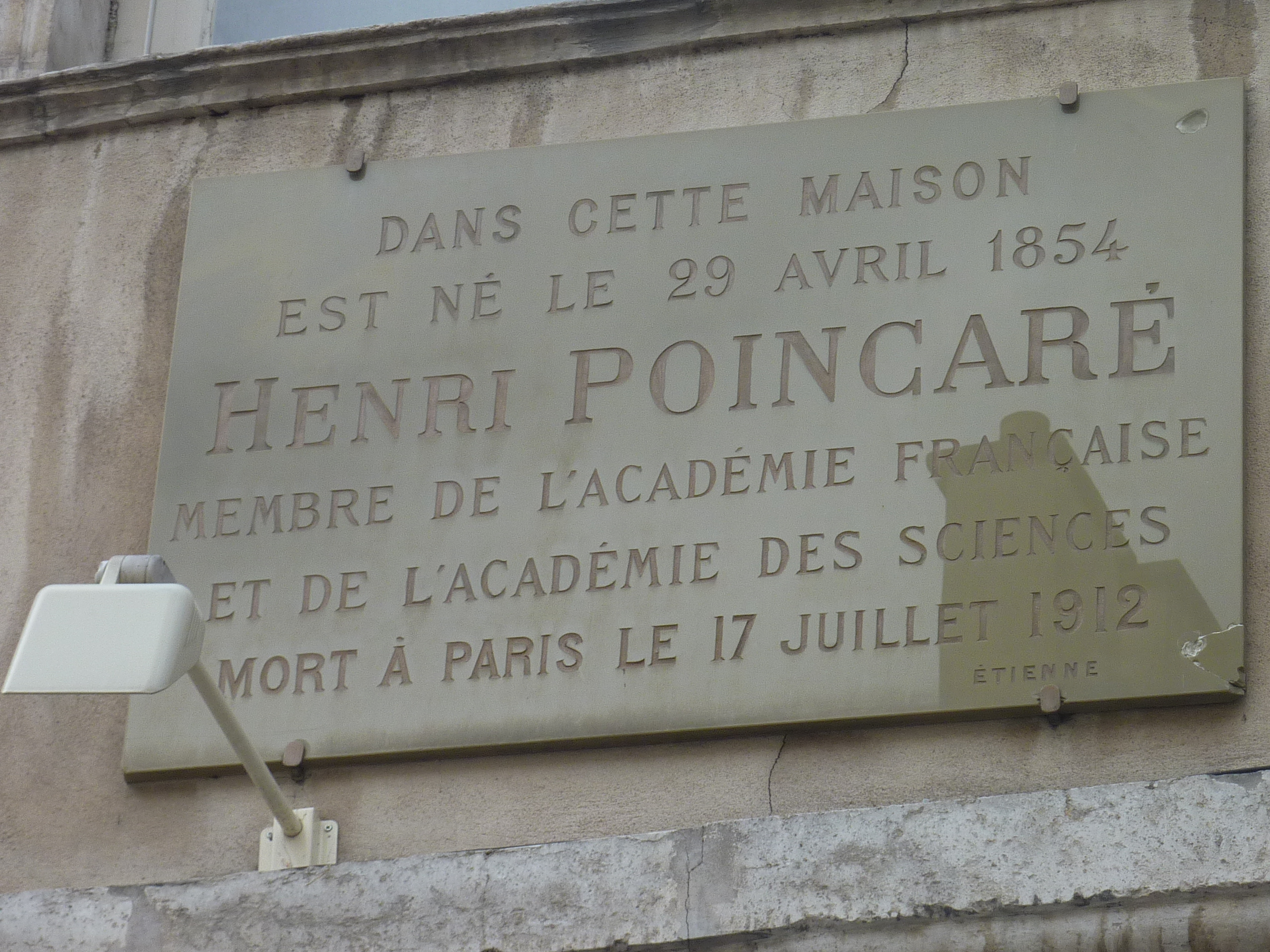
Plaque commémorative sur la maison natale de Henri Poincaré.